# Synagoga v Dešenici
Synagoga v Dešenici je bývalá židovská modlitebna, jež byla v obci postavena v letech 1865–1866. Je situována na hlavní ulici městysu Dešenice na západ od náměstí, snad v č.p. 49. Byla postavena jako náhrada za starší modlitebnu a byly v ní i prostory pro židovskou školu.
Synagoga sloužila k bohoslužebným účelům do 30. let 20. století, po druhé světové válce byla přestavěna na rodinný dům.